# Bael
Bael ili Baal je, prema demonologiji, jedan od vodećih demona. Prvi je principalni duh Goecije, demonski kralj, koji predstavlja vladara Istoka. Vlada nad šezdeset i šest legija paklenih duhova. Prema okultnim izvorima ima tri glave: ljudsku, mačju i žablju te se ponekad pojavljuje u jednom od tih obličja, katkad kao sva tri obličja odjednom. Govori hrapavim glasom. U Goeciji se navodi kao demon koji posjeduje sposobnost nevidljivosti te može ljude naučiti toj tajni. Spominje se kao prvi kralj pakla koji vlada istokom u knjizi Johanna Weyera (1515.-1588.) Pseudomonarchia Daemonum.

## Etimologija
Ime potječe od semitske riječi baal u značenju "gospodar". Ta je titula bila dodjeljivana većem broju semitskih božanstava.